# Lost Patrol (Computerspiel)
Lost Patrol ist ein Strategie/Action-Mix für den Commodore Amiga, Atari ST und MS-DOS. Es wurde von Shadow Development entwickelt und von der Firma Ocean Software 1990 veröffentlicht. In Deutschland indizierte die BPjS das Spiel am 31. März 1992 (Bundesanzeiger Nr. 63). Seit dem 30. März 2017 ist das Spiel von der Liste der jugendgefährdenden Medien wieder gelöscht.

## Handlung
Die Handlung findet während des Vietnamkrieges statt. Eine Gruppe US-Soldaten stürzt im Juni 1965 nach einem Fronturlaub in Saigon mit ihrem Hubschrauber im vietnamesischen Hochland ab. Die sieben überlebenden Soldaten müssen sich nun durch das unwegsame Gebiet zu ihrem nächstgelegenen Stützpunkt Du Hoc durchschlagen. Der 58 Meilen lange Gewaltmarsch ist gespickt mit versteckten Ladungen, Minenfeldern, feindlichen Spähtrupps und verschiedenen kleineren Dörfern. Die Chancen für die Gruppe stehen nicht sehr hoch, denn ihre Vorräte an Verpflegung und Munition sind gering, zudem haben einige der Männer bei dem Hubschrauberabsturz Verletzungen erlitten.

## Spielprinzip
Der Spieler schlüpft in die Rolle des Sergeant Weaver, dem einzigen Unteroffizier in der Gruppe der Überlebenden. Er kann auf einer Strategiekarte den Weg und die Marschgeschwindigkeit durch den Dschungel festlegen, muss dabei aber den Ermüdungsgrad, die Moral und den Hunger seiner Männer beachten. Bei allzu anstrengenden Märschen weigern sich die Männer beispielsweise weiterzugehen und verlangen nach einer Rast.
Abhängig von den erlittenen Verletzungen der einzelnen Soldaten verschlechterten sich Moral und Gesundheitszustand der Männer im Verlauf der Zeit, sodass sie auch ohne weitere Feindeinwirkung bei ausbleibender Behandlung schließlich sterben. Lost Patrol beinhaltet neben der Strategiekarte auch verschiedene Actionsequenzen, die zum einen zufällig, zum anderen aber auch an festgelegten Orten auftreten.

### Faustkampf
Hat der Spieler einen Soldaten als Späher eingeteilt, so kann es sein, dass dieser einen einzelnen Vietcong im Dschungel entdeckt. Es kommt dann zu einem Street-Fighter-ähnlichen Kampf. Gewinnt der Spieler, so kann er dem toten Vietcong etwas Verpflegung und Munition abnehmen. Verliert er, so stirbt der als Späher eingeteilte Soldat.

### Scharfschütze
Die Gruppe gerät unter Heckenschützenfeuer aus einem nahe liegenden Dorf. Der Spieler sieht nur das feindliche Mündungsfeuer und muss selbst mit einem Scharfschützengewehr, dargestellt durch ein Fadenkreuz, den Feind bekämpfen. Braucht er hierbei zu lange, werden einzelne Soldaten der Gruppe verletzt oder getötet. Er kann einen Soldaten der Gruppe als Schützen bestimmen, je nach Fähigkeit des Soldaten verwackelt das Fadenkreuz mehr oder weniger.

### Feuergefecht
Die Gruppe wird von einem Zug Vietcong überrascht. Hinter einem Mauerrest liegend führt sie den Feuerkampf gegen den Feind. Mit der rechten Maustaste kann er über den Mauerrest hervorschauen und mit der linken Maustaste das Feuer aus einem M60 (Maschinengewehr) eröffnen. Zudem kann der Spieler Handgranaten auf den Feind werfen. Lässt der Spieler sich zu viel Zeit, so wird seine Stellung vom Vietcong erstürmt oder einzelne Soldaten werden angeschossen.

### MG-Nest
Der Trupp wird von einem feindlichen Maschinengewehrtrupp niedergehalten. Mit Handgranaten, deren Wurfweite und Richtung der Spieler bestimmt, muss das MG-Nest ausgehoben werden.

## Grafik
Zufällig oder an Schlüsselstellen des Spiels erscheinen handgezeichnete Standbilder und digitalisierte Schwarz-Weiß-Videosequenzen aus dem Vietnamkrieg.